# Boophis tampoka
A Boophis tampoka a kétéltűek (Amphibia) osztályába, a békák (Anura) rendjébe és az aranybékafélék (Mantellidae) családjába tartozó faj.

## Előfordulása
Madagaszkár endemikus faja. A sziget nyugati oldalán, a Tsingy de Bemaraha természetvédelmi területen, száraz trópusi erdőkben honos.

## Megjelenése
Közepes méretű békafaj. A hímek hossza 26,8–36,4 mm, a nőstényeké 40,8–46,8 mm. Háta zöld színű, sima. Hallószerve jól kivehető, lekerekített. Karjai karcsúak, ujjai között némi úszóhártyával. 

## Természetvédelmi helyzete
Elterjedési területe jelentős méretű. Élőhelyének pusztulását jól tolerálja, emiatt kevésbé veszélyeztetett, mint azt korábban vélték. Potenciális veszélyt jelent élőhelyének elvesztése az erdőirtás, túllegeltetés, vízszennyezés következtében.